# Філя-де-Сус
Філя-де-Сус (рум. Filea de Sus) — село у повіті Клуж в Румунії. Входить до складу комуни Чуріла.
Село розташоване на відстані 315 км на північний захід від Бухареста, 20 км на південний захід від Клуж-Напоки.

## Населення
За даними перепису населення 2002 року у селі проживали 183 особи, з них 180 осіб (98,4%) румунів. Рідною мовою 180 осіб (98,4%) назвали румунську.